# 全印民主妇女协会
全印民主妇女协会（英語：All India Democratic Women's Association，缩写为AIDWA）是印度的一个全国性妇女组织，为印度共产党（马克思主义）的妇女翼。该组织于1981年成立，总部设于新德里。该组织在印度23个邦设有分支，目前会员人数超过1100万，大约三分之二的会员是农村和城市的贫困妇女。该组织致力于实现民主、平等和妇女解放。